# Badminton World Federation
Badminton World Federation (BWF) är det internationella styrande organet för sporten badminton. 
Det bildades 1934 som International Badminton Federation (IBF) med nio medlemsstater (Kanada, Danmark, England, Frankrike, Irland, Italien, Nederländerna, Nya Zeeland, Skottland och Wales). BWF har sedermera utökats till 165 medlemsländer. Nuvarande namn fick förbundet 24 september 2006, vid ett extra möte i Madrid. 
Ursprungligen låg huvudkontoret i Cheltenham, Storbritannien, men i oktober 2005 flyttade detta till Kuala Lumpur. Nuvarande president är Poul-Erik Høyer Larsen.

## Uppdrag
På förbundets webbplats  beskrivs huvudsyftet att främja, presentera, utveckla och reglera sporten över hela världen. Från juni 2011 organiserar förbundet också parabadminton. 
BWF samarbetar med fem regionala styrande organ i sitt arbete för badmintonsporten:

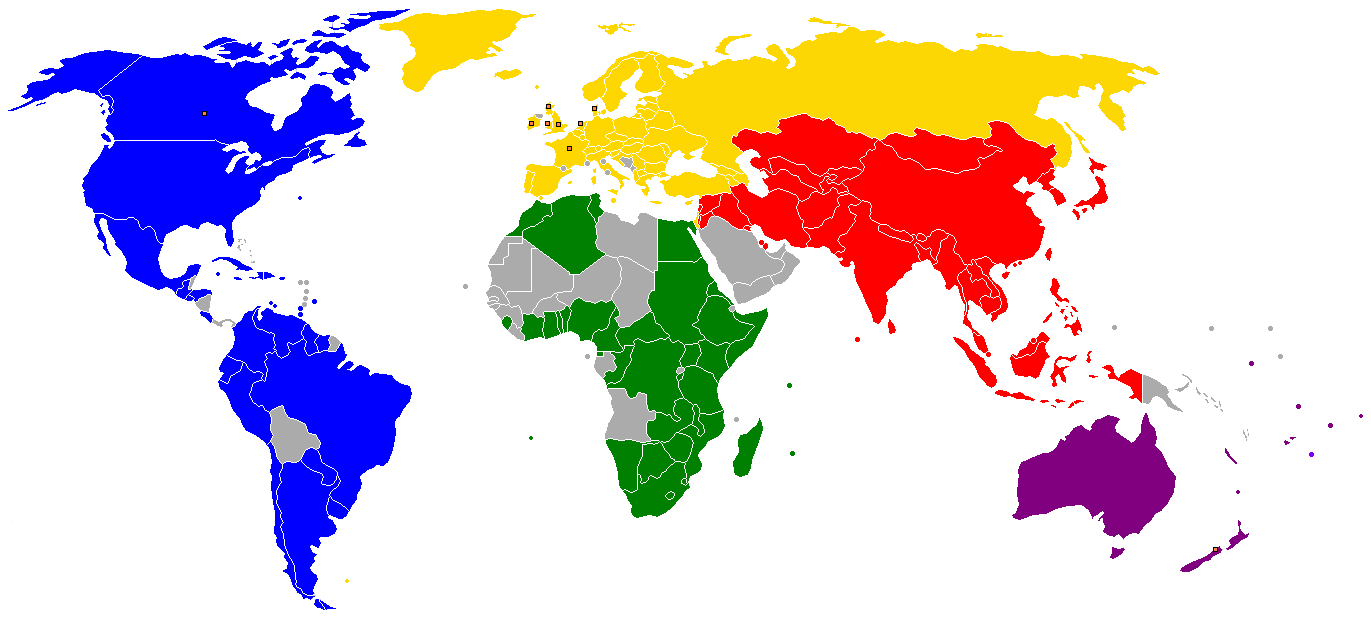
Världskarta med områdena för de fem regionala förbunden utmärkta

|       | Region   | Förbund                           | Förkortning | Medlemmar |
| ----- | -------- | --------------------------------- | ----------- | --------- |
|       | Asien    | Badminton Asia Confederation      | BAC         | 39        |
|       | Europa   | Badminton Europe                  | BE          | 51        |
|       | Amerika  | Badminton Pan Am                  | BPA         | 31        |
|       | Afrika   | Badminton Confederation of Africa | BAC         | 33        |
|       | Oceanien | Badminton Oceania                 | BO          | 11        |
| Total | Total    | Total                             | Total       | 165       |

## Presidenter
| Nr | År        | Namn                | Land           |
| -- | --------- | ------------------- | -------------- |
| 1  | 1934–1955 | George Alan Thomas  | Storbritannien |
| 2  | 1955–1957 | J. Plunkett-Dillon  | Irland         |
| 3  | 1957–1959 | R. Bruce Hay        | Storbritannien |
| 4  | 1959–1961 | A. C. J. van Vossen | Nederländerna  |
| 5  | 1961–1963 | J. D. M. McCallum   | Irland         |
| 6  | 1963–1965 | N. P. Kristensen    | Danmark        |
| 7  | 1965–1969 | D. L. Bloomer       | Storbritannien |
| 8  | 1969–1971 | H. F. Chilton       | Storbritannien |
| 9  | 1971–1974 | Ferry A. Sonneville | Indonesien     |
| 10 | 1974–1976 | S. Wyatt            | Storbritannien |
| 11 | 1976–1981 | S. Mohlin           | Sverige        |
| 12 | 1981–1984 | C. C. Reedie        | Storbritannien |
| 13 | 1984–1986 | P. E. Nielsen       | Danmark        |
| 14 | 1986–1990 | I. D. Palmer        | Nya Zeeland    |
| 15 | 1990–1993 | A. E. Jones         | Storbritannien |
| 16 | 1993–2001 | Lu Shengrong        | Kina           |
| 17 | 2001–2005 | Korn Dabbaransi     | Thailand       |
| 18 | 2005 –    | Kang Young Joong    | Sydkorea       |

## Turneringar
BWF organiserar sju större internationella badmintonturneringar:
- Olympiska spelen tillsammans med Internationella olympiska kommittén
- Världsmästerskap
- Juniorvärldsmästerskap
- Thomas Cup
- Uber Cup
- Sudirman Cup
- BWF Super Series

## Medlemmar
- Afrika
  -  Algeriet
  -  Benin
  -  Botswana
  -  Burkina Faso
  -  Burundi
  -  Centralafrikanska republiken
  -  Djibouti
  -  Egypten
  -  Ekvatorialguinea
  -  Elfenbenskusten
  -  Eritrea
  -  Etiopien
  -  Ghana
  -  Guinea
  -  Kamerun
  -  Kongo-Brazzaville
  -  Kongo-Kinshasa
  -  Kenya
  -  Lesotho
  -  Libyen
  -  Madagaskar
  -  Malawi
  -  Marocko
  -  Mauretanien
  -  Mauritius
  -  Moçambique
  -  Namibia
  -  Niger
  -  Nigeria
  -  Réunion
  -  Sankta Helena
  -  Seychellerna
  -  Sierra Leone
  -  Somalia
  -  Sudan
  -  Swaziland
  -  Sydafrika
  -  Tanzania
  -  Togo
  -  Tunisien
  -  Uganda
  -  Zambia
  -  Zimbabwe
- Amerika
  -  Argentina
  -  Aruba
  -  Barbados
  -  Bermuda
  -  Bolivia
  -  Brasilien
  -  Chile
  -  Colombia
  -  Costa Rica
  -  Curaçao
  -  Dominikanska republiken
  -  Ecuador
  -  El Salvador
  -  Franska Guyana
  -  Grenada
  -  Guadeloupe
  -  Guatemala
  -  Guyana
  -  Haiti
  -  Honduras
  -  Jamaica
  -  Kanada
  -  Kuba
  -  Martinique
  -  Mexiko
  -  Panama
  -  Paraguay
  -  Peru
  -  Puerto Rico
  -  Saint Lucia
  -  Surinam
  -  Trinidad och Tobago
  -  Uruguay
  -  USA
  -  Venezuela
- Asien
  -  Afghanistan
  -  Bahrain
  -  Bangladesh
  -  Bhutan
  -  Brunei
  -  Filippinerna
  -  Förenade arabemiraten
  -  Hongkong
  -  Indien
  -  Indonesien
  -  Irak
  -  Iran
  -  Japan
  -  Jemen
  -  Jordanien
  -  Kambodja
  -  Kazakstan
  -  Kina
  -  Kinesiska Taipei
  -  Kirgizistan
  -  Kuwait
  -  Laos
  -  Libanon
  -  Macao
  -  Malaysia
  -  Maldiverna
  -  Mongoliet
  -  Myanmar
  -  Nepal
  -  Nordkorea
  -  Pakistan
  -  Palestina
  -  Qatar
  -  Saudiarabien
  -  Singapore
  -  Sri Lanka
  -  Sydkorea
  -  Syrien
  -  Tadzjikistan
  -  Thailand
  -  Turkmenistan
  -  Uzbekistan
  -  Vietnam
  -  Östtimor
- Europa
  -  Albanien
  -  Armenien
  -  Azerbajdzjan
  -  Belgien
  -  Bosnien och Hercegovina
  -  Bulgarien
  -  Cypern
  -  Danmark
  -  England
  -  Estland
  -  Finland
  -  Frankrike
  -  Färöarna
  -  Georgien
  -  Gibraltar
  -  Grekland
  -  Grönland
  -  Island
  -  Irland
  -  Israel
  -  Italien
  -  Kroatien
  -  Lettland
  -  Liechtenstein
  -  Litauen
  -  Luxemburg
  -  Malta
  -  Moldavien
  -  Monaco
  -  Montenegro
  -  Nederländerna
  -  Nordmakedonien
  -  Norge
  -  Polen
  -  Portugal
  -  Rumänien
  -  Ryssland
  -  Schweiz
  -  Serbien
  -  Skottland
  -  Slovakien
  -  Slovenien
  -  Spanien
  -  Sverige
  -  Tjeckien
  -  Turkiet
  -  Tyskland
  -  Ukraina
  -  Ungern
  -  Vitryssland
  -  Wales
  -  Österrike
- Oceanien
  -  Australien
  -  Cooköarna
  -  Fiji
  -  Guam
  -  Kiribati
  -  Nauru
  -  Nordmarianerna
  -  Norfolkön
  -  Nya Kaledonien
  -  Nya Zeeland
  -  Papua Nya Guinea
  -  Salomonöarna
  -  Samoa
  -  Tahiti
  -  Tonga
  -  Tuvalu

## Publikationer
- World Badminton (Journal)
- IBF Handbok

### Fotnoter
1. ↑  "New Name"[död länk], BWF (formerly IBF) press release announcing name change, September 24, 2006.
2. ↑  Executive Board & Council ; Executive Board
3. ↑  http://www.bwfbadminton.org/page.aspx?id=14893 Arkiverad 13 juni 2011 hämtat från the Wayback Machine. BWF:s webbplats
4. ↑  Member Associations Arkiverad 26 juli 2011 hämtat från the Wayback Machine.